# Cucu, Satu Mare
Cucu (în maghiară Kak) este un sat în comuna Odoreu din județul Satu Mare, Transilvania, România. Se află în partea de vest a județului, în Câmpia Someșului. La recensământul din 2002 avea o populație de 0 locuitori. Prima atestare documentară a localității o întâlnim la 1490. Satul a avut cel mai mare număr de locuitori în 1910: 406.